# توولکزو
توولکزو (به لاتین: Tuwalczew) یک منطقهٔ مسکونی در لهستان است که در Gmina Błaszki واقع شده‌است.

## خصوصیات
توولکزو ۹۰ نفر جمعیت دارد.